# Josef Neckermann
Josef Carl Peter Neckermann (ur. 5 czerwca 1912 w Würzburgu, zm. 13 stycznia 1992 w Dreieich) – niemiecki przedsiębiorca, także jeździec sportowy, wielokrotny medalista olimpijski.

## Życiorys
Po ukończeniu gimnazjum w Würzburgu początkowo pracował w przedsiębiorstwie odziedziczonym po ojcu. W 1933 wstąpił do SA, a w 1935 do NSDAP. Przejął kilka dużych przedsiębiorstw żydowskich w ramach procesu „aryzacji” niemieckiej gospodarki, w tym firmę sprzedaży wysyłkowej należącą do  Karla Amsona Joela (późniejszego dziadka piosenkarza Billy’ego Joela) za niewielki ułamek jej wartości. Stał się potentatem na rynku sprzedaży wysyłkowej. Podczas II wojny światowej zaopatrywał w mundury żołnierzy niemieckich oraz w ubrania pracowników przymusowych.
Po wojnie został skazany przez amerykański sąd wojskowy na rok ciężkich robót. Od 1948 zarządzał przedsiębiorstwem sprzedaży wysyłkowej „Neckermann Versand KG”. Inwestował również w inne branże – był współwłaścicielem znanego biura podróży „Neckermann Reisen”.

## Osiągnięcia sportowe
Sukcesy odnosił w ujeżdżeniu. Startował na czterech igrzyskach olimpijskich, za każdym razem zdobywając medal:
Rzym 1960
- konkurs indywidualny (na koniu Asbach) – brąz

Tokio 1964
- konkurs drużynowy (na koniu Antoinette) – złoto (razem z Harrym Boldtem i Reinerem Klimke)
- konkurs indywidualny (na koniu Antoinette) – 5. miejsce

Meksyk 1968
- konkurs drużynowy (na koniu Mariano) – złoto (razem z Reinerem Klimke i Liselott Linsenhoff)
- konkurs indywidualny (na koniu Mariano) - srebro

Monachium 1972
- konkurs drużynowy (na koniu Venetia) – srebro (razem z Liselott Linsenhoff i Karin Schlüter)
- konkurs indywidualny (na koniu Venetia) – brąz

Był również mistrzem świata (indywidualnie i drużynowo) w ujeżdżeniu w 1966 oraz wicemistrzem drużynowo w 1970, a także drużynowym mistrzem Europy w 1965, 1967, 1969 i 1971 oraz indywidualnie wicemistrzem w 1971 i brązowym medalistą w 1969.

## Odznaczenia
- Order Zasługi Republiki Federalnej Niemiec – Krzyż Wielki (1974), Krzyż Wielki z Gwiazdą (1982), Krzyż Wielki z Gwiazdą i Wstęgą (1987)
- Srebrny Liść Laurowy[2]
- srebrny Order Olimpijski – 1988[1]

## Rodzina
Jego córka Eva-Maria Pracht i wnuczka Martina Pracht były także olimpijkami, reprezentującymi Kanadę w konkursie ujeżdżenia.